# Sant Sebastià de la Guarda
Sant Sebastià de la Guarda (Sant Sebastià de la Guaita (ca) en catalan, traduisible par Saint Sébastien du Guet en français) est le site archéologique d'un village ibère de l'Âge du fer, situé dans la municipalité de Palafrugell, dans la comarque du Bas Ampourdan, dans la province de Gérone, en Catalogne, en Espagne.

## Situation
Le site se trouve au sommet d'un massif montagneux côtier, à environ 165 mètres d'altitude, dominant la mer, et qui forme le cap de San Sebastián. Le site ayant été réoccupé au cours des siècles, il fait aujourd'hui partie de l'ensemble monumental de Sant Sebastià de la Guarda, où le village ibère est associé à une tour de guet du XVe siècle, un ermitage du XVIIIe siècle et un phare du XIXe siècle.
L'emplacement du site est privilégié, à la fois parce qu'il s'agit d'une zone défensive naturelle en raison des falaises qui l'entourent, et par la vue panoramique d'une grande importance stratégique qu'il offre sur la mer.

## Historique

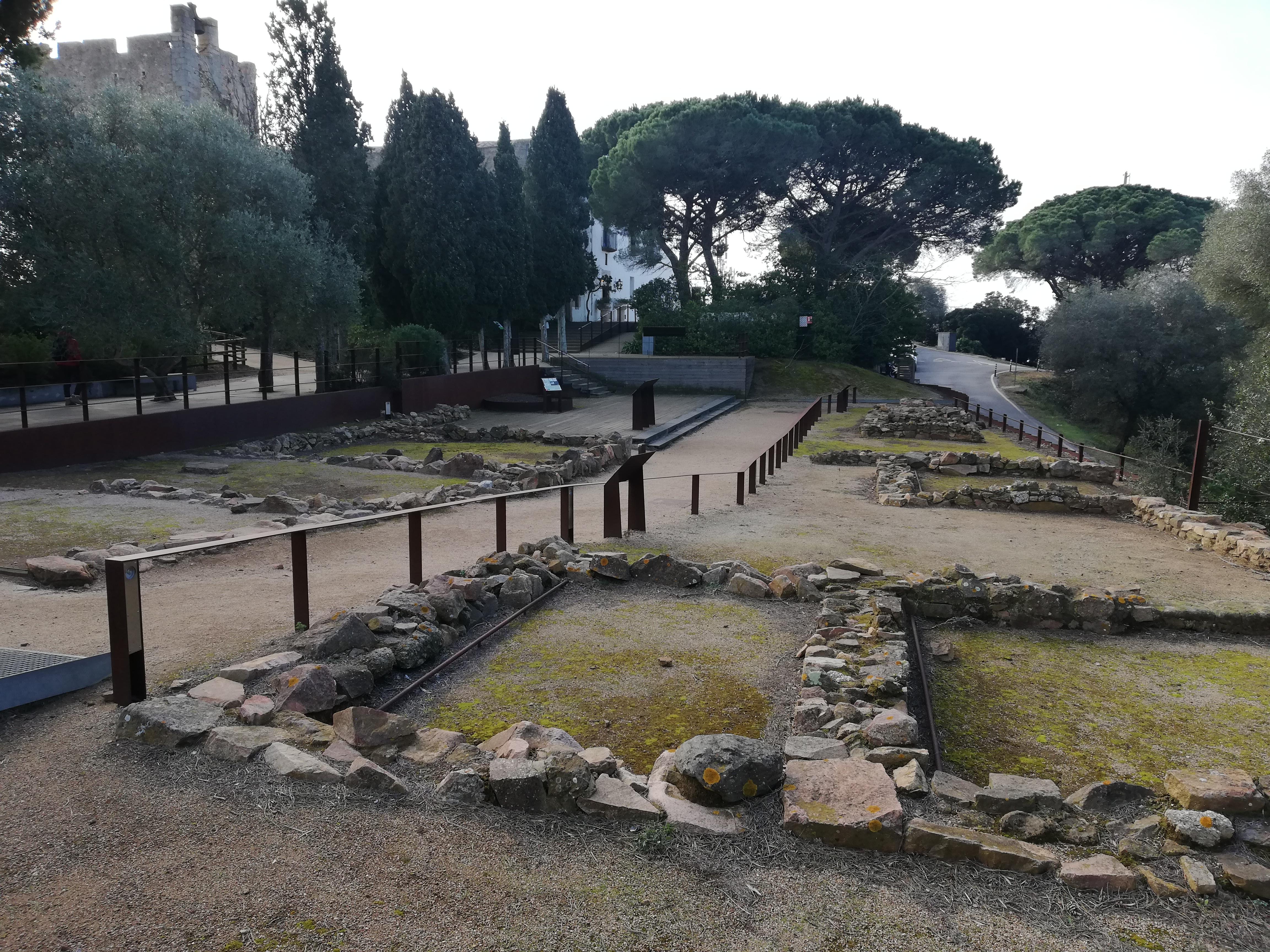
Vue des fouilles de Sant Sebastià de la Guarda vers le sud

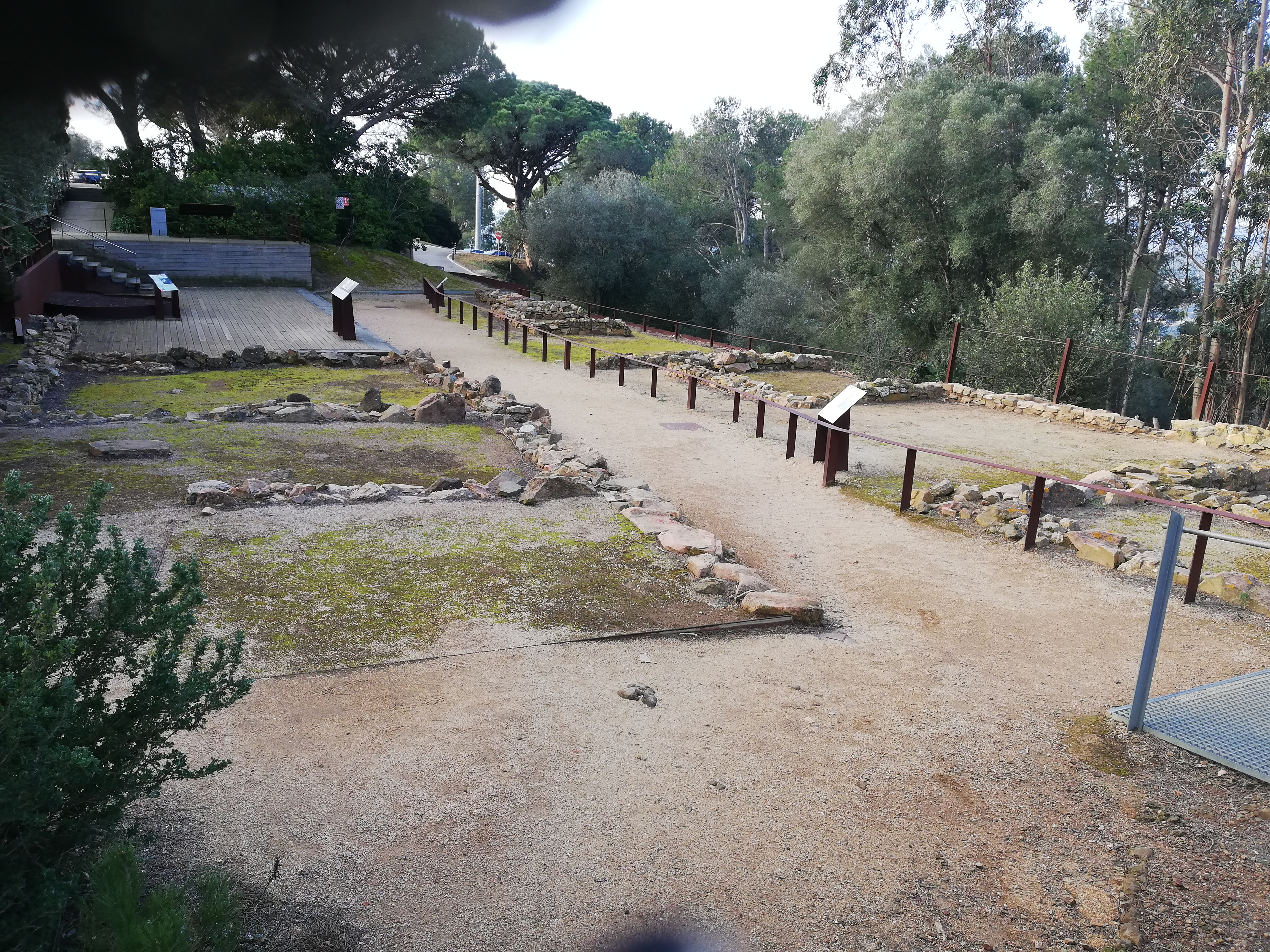
Vue des fouilles de Sant Sebastià de la Guarda vers le nord

L'établissement ibère de Sant Sebastià de la Guarda a été découvert vers 1960 par Joan Badia i Homs qui, avec un groupe d'habitants, a effectué les premières fouilles pour délimiter son extension et a publié ses premiers rapports en 1966. Les premières fouilles académiques ont été réalisées entre 1984 et 1987. À l'occasion de la restauration de l'ancien ermitage, dans les années 1990, des campagnes préventives ont été menées pour documenter les découvertes faites à cette occasion, car le site archéologique s'étend également sous les bâtiments actuels et une partie de l'établissement historique à dû être détruite.
Depuis 1998, l'université de Gérone, en accord avec la municipalité de Palafrugell, mène des campagnes annuelles pour améliorer la connaissance du site et le consolider. Dans la période 1998-2009, de nouvelles fouilles ont été effectuées en extension et en profondeur dans la zone ouverte et libre de constructions qui s'étend à côté. Actuellement, le seul secteur en cours de fouille est le secteur du petit oratoire de San Baldiri, où se trouve un quartier avec une rangée de maisons alignées datant des Ve – IIIe siècles av. J.-C..

## Description
La superficie d'origine est estimée à environ un hectare. Certains des bâtiments ont des caractéristiques typiques du monde ibérique, par leur structure architecturale comme par les matériaux utilisés.
L'assise de quatre maisons ibères a été dégagée, chacune avec deux pièces et disposées de part et d'autre d'une rue, formant une surface d'environ 300 m2. En dehors des maisons, on observe deux grands groupes de vingt silos à grains datés de différentes périodes qui, pour certains, ont entre 4 et 5 m de profondeur, ce qui permet d'évaluer la capacité de stockage de céréales de cette communauté.

## Vestiges archéologiques
Deux stèles, probablement funéraires, avec des décorations de rangées de lances, ont été recueillies. Elles sont exceptionnelles car inconnues dans les sites ibériques voisins. Une tête de Gorgone d'influence grecque est un objet important du site, ainsi que cinq vases de céramique de fabrication locale, dont un cratère de style grec. Plusieurs fours à métaux ont été identifiés, avec un grand nombre de vestiges qui caractérisent l'activité métallurgique originelle.

## Chronologie
Le site est daté des VIe – Ier siècles av. J.-C., puisqu'on a notamment mis au jour du matériel archéologique daté du VIe siècle av. J.-C. Il correspond à un peuplement ibère, dans la région d'établissement des Indigetes. Il aurait été abandonné autour du Ier siècle av. J.-C., époque à laquelle la plaine alentour est progressivement occupée par des villas romaines de Llafranc (ca), où pourrait s'être déplacée la population de Sant Sebastià de la Guarda,.